# Занков, Леонид Владимирович
Леонид Владимирович Занков (10 [23] апреля 1901 — 27 ноября 1977) — советский психолог. Специалист в области дефектологии, памяти, запоминания, педагогической психологии. Ученик Л. С. Выготского. Проводил экспериментальные исследования развития детей, в которых выявлялись условия эффективного обучения. Рассматривал проблему факторов обучения и развития учащихся, в частности взаимодействия слова и наглядности в обучении. Автор оригинальной системы развивающего обучения (системы Л. В. Занкова).

## Биография
В 1918 году начал работать учителем сельской школы в Тульской области. С 1919 года — воспитатель и заведующий сельскохозяйственными колониями, сначала в Тамбовской, затем — в Московской области.
В 1925 году окончил факультет общественных наук МГУ. С 1929 года ведёт научно-исследовательскую работу в НИИ дефектологии, которая продолжается до 1951 года. В 1935 году организовал первую в СССР лабораторию специальной психологии. Л. В. Занков занимал должности заведующего отделом специальной психологии и заместителя директора по научной работе. С 1944 по 1947 год Л. В. Занков занимает пост директора. В 1942 году Л. В. Занков защищает докторскую диссертацию на тему «Психология воспроизведения». В 1945 году Л. В. Занков избирается членом-корреспондентом АПН РСФСР, а в 1955 — действительным членом АПН РСФСР. После реорганизации академии в 1968 году избирается действительным членом АПН СССР. Состоял в Отделении теории и истории педагогики.. В 1951 году Л. В. Занкова назначают на пост зам директора по науке НИИ теории и истории педагогики АПН в котором он работает в этой должности до 1955 года. Затем руководит лабораторией в этом институте до своей смерти в 1977 году.
Похоронен на Введенском кладбище (18 уч.).

## Дидактическая система Занкова
Занков вместе с сотрудниками своей лаборатории в 60 годах  XX столетия разработал новую дидактическую систему, способствующую общему психическому развитию школьников. Основными принципами её являются следующие:
- высокий уровень трудности;
- ведущая роль в обучении теоретических знаний, линейное построение учебных программ;
- продвижение в изучении материала быстрыми темпами с непрерывным сопутствующим повторением и закреплением в новых условиях;
- осознание школьниками хода умственных действий;
- воспитание у учащихся положительной мотивации учения и познавательных интересов, включение в процесс обучения эмоциональной сферы;
- гуманизация взаимоотношений учителей и учащихся в учебном процессе;
- развитие каждого учащегося данного класса.

В системе Л. В. Занкова урок имеет гибкую структуру. На нём организуются дискуссии по прочитанному и увиденному, по изобразительному искусству, музыке, труду. Широко используются дидактические игры, интенсивная самостоятельная деятельность учащихся, коллективный поиск на основе наблюдения, сравнения, группировки, классификации, выяснения закономерностей, самостоятельной формулировки выводов. Данная система акцентирует внимание учителя на развитии у детей умения мыслить, наблюдать, действовать практически.

## Вклад в развитие отечественной дефектологии
С именем выдающегося отечественного психолога и педагога Л. В. Занкова связано становление и развитие обучения и воспитания детей с отклонениями в развитии в СССР.
С изучением, обучением и воспитанием детей с отклонениями в развитии Л. В. Занков был связан ещё в начале своей научно-педагогической деятельности. С конца 20  годов XX века Л. В. Занков начинает работать в научно-практическом институте дефектологии (ныне — Институте коррекционной педагогики РАО). Свою деятельность в этом институте он начал в психологической лаборатории.
В эти годы научно-практический институт дефектологии был научным центром, который осуществлял разработку основных проблем обучения и воспитания детей с отклонениями в развитии в СССР. Именно в этот период в институте работала целая группа известных психологов и педагогов, которые в дальнейшем стали классиками отечественной педагогики и психологии. Среди них можно назвать: Р. М. Боскис, Т. А. Власову, Л. С. Выготского, И. И. Данюшевского, Р. Е. Левину, И. М. Соловьёва, Ж. И. Шиф. Даже в окружении таких видных психологов и педагогов Л. В. Занков занимал одно из ведущих мест. Он был учеником и соратником Л. С. Выготского. И наряду с другими представителями школы Выготского: А. Р. Лурией, А. Н. Леонтьевым, Д. Б. Элькониным, разрабатывал ведущие теоретические проблемы психологической науки.
После смерти Л. С. Выготского Л. В. Занков стал одним из руководителей данного института. Он продолжил теоретические научные поиски в области изучения, обучения и воспитания детей с отклонениями в развитии, начатые Л. С. Выготским. Многие теоретические положения, разработанные в трудах Л. В. Занкова, легли в основу разработки основных проблем дефектологии. Особенно значимы работы Л. В. Занкова в области психологии детей с отклонениями в развитии. Он — один из тех, кто создал фундамент специальной психологии. В его трудах ставятся многочисленные проблемы изучения психики детей с отклонениями в развитии. Он изучал познавательные возможности умственно отсталых детей, развитие словесной речи у глухих, особенности формирования мимической и жестикулярной речи глухих, проблемы памяти у школьников с отклонениями в развитии.
Значительное внимание Л. В. Занков уделял общим проблемам обучения и воспитания детей с отклонениями в развитии.
Особенно важной проблемой, нуждающейся в разработке, по мнению Л. В. Занкова, является проблема обучения и развития ребёнка . Он глубоко разработал данную проблему на примере детей с отклонениями в развитии. В частности, он разрабатывал данную проблему на примере психолого-педагогического изучения умственно-отсталых детей. Им совместно с сотрудниками было проведено большое количество экспериментов, в результате которых был накоплен целый ряд научно обоснованных фактов. В работах Л. В. Занкова была научно обоснована важность обучения и воспитания умственно отсталых детей. Он отмечал исключительное значение воспитательных воздействий для развития познавательной сферы умственно отсталых детей. При этом, он обосновывал необходимость именно коррекционно-воспитательных воздействий, которые учитывают особенности развития ребёнка и опираются на его компенсаторные возможности.
Л. В. Занков был организатором и непосредственным исследователем психического развития умственно отсталых детей, изучаемого в динамике их обучения в специальной школе.
В трудах Л. В. Занкова рассматривались проблемы значительного отличия всего содержания обучения умственно отсталых детей от содержания обучения нормально развивающихся школьников. Он отмечал нежелательность цензового характера образования для умственно отсталых школьников, был противником копирования программы массовой школы для вспомогательных школ. По мнению Л. В. Занкова, без соблюдения выше перечисленных требований умственно отсталые школьники лишь формально усваивают материал, а не интериоризируют его, то есть не осваивают во внутренне психическом плане. Л. В. Занков был основоположником развивающего обучения в СССР. В его трудах глубоко обоснована необходимость создания специальных психолого-педагогических условий для усвоения школьниками знаний, умений и навыков. Особенно важно создание таких условий, по мнению Л. В. Занкова, для детей с отклонениями в развитии, в частности, для умственно отсталых. Но при этом данные психолого-педагогические условия должны значительно отличаться, поскольку развитие высших психических функций у нормально развивающихся и умственно отсталых детей имеют коренные отличия.
В работах Л. В. Занкова получила разработку проблема взаимодействия словесных и наглядных средств в обучении умственно отсталых детей . В специальной педагогике, с давнего времени отмечалось, что мышление умственно отсталых детей находится на низком уровне, и особенно страдают словесно-логические формы мышления. Именно поэтому акцент делался на применение наглядных методов в обучении умственно отсталых детей. В своих работах Л. В. Занков отмечал необходимость чередования наглядных и словесных средств обучения. Он сформулировал положение о том, что ведущим принципом организации обучения умственно отсталых детей должно стать повышение роли словесных средств в процессе перехода учащихся из класса в класс.
Глубокие исследования Л. В. Занкова и его сотрудников контингента специальных школ показали, что в них имеются дети, которые нуждаются в других формах обучения, чем умственно отсталые. В дальнейшем эти исследования дали толчок выделению специальной группы детей, получивших название «дети с задержкой психического развития» .
Л. В. Занковым были написаны фундаментальные работы, посвящённые психологии умственно отсталых детей, которые явились одними из первых в СССР.
Л. В. Занков подверг тщательному анализу работы разных авторов, посвящённые определению степени умственной отсталости. Он рассмотрел работы П. П. Блонского, Т. Циэна и др. В своих исследованиях Л. В. Занков отмечал необходимость создания критериев, по которым можно разграничить степени умственной отсталости . По мнению учёного, это было особенно важно, поскольку при отборе детей во вспомогательные школы были случаи попадания в них нормально развивающихся детей, а также детей с другими отклонениями в развитии, например — с нарушениями слуха.
Необходимость усовершенствования отбора во вспомогательную школу стала импульсом для разработки Л. В. Занковым методики исследования умственно отсталых детей. Л. В. Занков отмечал, что для того, чтобы исследовать ребёнка с умственной отсталостью, необходимо сначала рассмотреть общий вопрос о соотношении развития нормального и умственно отсталого ребёнка. Данная проблема разрабатывалась ещё до революции Г. Я. Трошиным, после революции получила развитие в трудах Л. С. Выготского, в дальнейшем была разработана в трудах Занкова.
Многие авторы отмечали, что в развитии умственно отсталого ребёнка вряд ли возможно найти какие-либо закономерности, поскольку оно не подчиняется тем закономерностям, по которым проходит развитие нормально развивающегося ребёнка. Л. В. Занков был против данной позиции. Вслед за Г. Я. Трошиным и Л. С. Выготским он выдвигает положение об общности основных законов развития нормального и умственно отсталого ребёнка. В своих исследованиях Л. В. Занков подтверждает это фактически, рассматривая эту проблему в ходе исследования разных сторон развития умственно отсталых детей (антропометрические показатели, особенности когнитивной сферы). Исследование показывает схожесть развития и ту же последовательность стадий в развитии умственно отсталых детей с нормально развивающимися детьми. При этом Л. В. Занков отмечает глубокое своеобразие развития умственно отсталых детей. Он критикует количественный подход к развитию умственно отсталого ребёнка, представленный в ряде работ зарубежных исследователей. В этих работах отмечается, что умственно отсталые дети отличаются от нормально развивающихся исключительно количеством знаний, умений и навыков и т. д.
В работах Л. В. Занкова убедительно доказано, что проблема не в том, что умственно отсталый ребёнок опаздывает в своём развитии на несколько лет по сравнению с нормально развивающимся, а в том, что он на всех ступенях своего развития развивается иначе, чем нормально развивающийся ребёнок.
Разрабатывая проблемы диагностики умственной отсталости, Л. В. Занков резко критиковал симптоматический подход к диагностике умственной отсталости. По его мнению, многие исследователи ставили диагноз, опираясь только на исследование симптомов. Он же считал, что необходимо использовать синдромологический и нозологический подходы, то есть вскрывать причины и механизмы умственной отсталости.
Вслед за Л. С. Выготским, он развивал идеи диагностики развития применительно к умственно отсталым детям. Он отмечал, что исследование умственно отсталых детей без учёта особенностей их развития искажало результаты диагностики и в результате получалось, что все признаки, характеризующие умственно отсталого ребёнка вытекали из первичного биологического дефекта.
В работах Л. В. Занкова обосновано, что пути познания личности умственно отсталого ребёнка должны основываться на дифференцированном изучении отдельных сторон его личности, что позволит получить значительный материал, характеризующий последовательность развития умственно отсталого ребёнка в онтогенезе. Развивая идеи диагностики развития Л. С. Выготского по отношению к умственно отсталым детям, Л. В. Занков отмечает, что факты, которые были добыты в результате динамического исследования личности умственно отсталого ребёнка, должны быть подвергнуты качественному анализу, что позволит вскрыть генетические связи, лежащие в основе развития и личности умственно отсталых детей.
Наряду со значительными исследованиями в области олигофренопсихологии, Л. В. Занков внёс большой вклад в становление сурдопсихологии как науки. Работы Л. В. Занкова совместно с И. М. Соловьёвым были одними из первых в специальной психологии, в которых систематизировались и обобщались сведения о психологии глухих детей .
В 20-е — 30-е годы XX века сурдопсихология была наименее разработанной отраслью специальной психологии. В те годы существовали лишь немногочисленные зарубежные исследования в области сурдопсихологии и несколько отечественных (А. В. Владимирский, А. Н. Поросятников). Именно поэтому необходимо было создать работу по сурдопсихологии, способную помочь педагогам-практикам получить представление о психологических особенностях глухих детей. В работе Л. В. Занкова и И. М. Соловьёва анализируются преимущественно особенности познавательной деятельности детей с нарушениями слуха. Исследователи опираются на работы других исследователей, написанные ранее. При этом оригинальность их работы состоит в том, что они собрали отрывочные данные, систематизировали их и экспериментально подтвердили, либо опровергли. В данной работе показано, что процесс обучения глухих невозможно адекватно осуществлять без знания психологических особенностей глухих детей.
В рассматриваемой нами работе Л. В. Занкова «Очерки психологии глухого ребёнка» три главы. В одной из глав автор обобщил экспериментальные данные относительно особенностей запоминания и воспроизведения детьми, лишёнными слуха, предметов, ряда слов, предложений и текстов. Данная глава построена на сопоставлении материала, полученного при исследовании глухих детей, с материалом, полученным при исследовании нормально развивающихся. Именно поэтому данная глава имеет большое значение, как для общей, так и для специальной психологии. В двух других главах Л. В. Занков рассматривает своеобразие речи глухих учащихся на разных этапах обучения. Автор рассматривает как вербальные, так и невербальные средства коммуникации. Им показаны особенности жестовой речи глухих и словесной речи, проведено соотношение этих видов речи, их формирование и взаимное влияние на разных ступенях обучения.
Фундаментальные исследования Л. В. Занкова оказали значительное влияние на становление и развитие специальной педагогики и психологии и были развиты в дальнейшем в трудах видных отечественных специалистов в области изучения, обучения и воспитания детей с отклонениями в развитии, в частности в работах сурдопедагогов и сурдопсихологов Н. Г. Морозовой, М. М. Нудельмана, В. Г. Петровой, Ф. Ф. Рау , Т. В. Розановой  (недоступная ссылка), Шиф Ж. И., Н. В. Яшковой; а также в работах олигофренопедагогов и олигофренопсихологов Г. М. Дульнёва, Х. С. Замского, В. Г. Петровой, Б. И. Пинского, Ж. И. Шиф.
Исследователи наследия Л. В. Занкова в области обучения и воспитания детей с отклонениями в развитии (О. К. Агавелян, О. В. Калинина, В. Г. Петрова) сходятся во мнении, что научная деятельность Л. В. Занкова как организатора и исследователя оказала значительное влияние на становление и развитие обучения и воспитания детей с отклонениями в развитии в СССР.

Могила Л. В. Занкова на Введенском кладбище в Москве

## Сочинения
- Список публикаций Л. В. Занкова
- Память школьника. 1944;
- Память. 1949;
- Обучение и развитие. 1975.
- Занков Л. В. Избранные педагогические труды. — 3-е изд., дополн. — М.: Дом педагогики, 1999. — 608 с.